# Krystyna Samborska
Krystyna Samborska (ur. 1923, zm. 1944) Zuch, urodzona w m. Duba, pow. Dolina w woj. stanisławowskie, córka Jana (naftowca) i Heleny z Bielawskich. Ukończyła 2 klasy w gimnazjum prywatnym. Należała do szkolnej drużyny ZHP. Znała język: niemiecki, rosyjski i węgierski. Przyjechała do Krosna z powodu zastraszenia rzezią ukraińskich oddziałów na Polakach  pod koniec 1941 r. i podjęła pracę jako kelnerka  w kasynie na lotnisku. Wynajmowała pokój wraz z ojcem u Zofii i Ignacego Solińskich, przy ul. Kletówki. Wstąpiła do Tajnej Organizacji Wojskowej potem do OP-11 AK i otrzymała zadanie od dow. Franciszka Płonki, a potem od  Józefa Czuchry, dotyczące  pozyskiwania broni i amunicji w kasynie na Lotnisku w Krośnie. Do akcji sabotażowych pozyskała jednego z pracowników na lotnisku -Ślązaka. Broń odbierali od niej z OP-11: Eryk Holeczek i Józef Jastrzębski - brat Z. Solińskiej. W maju 1944 r., kiedy zawiozła broń do domu i powróciła do pracy, schwytali ją gestapowcy i zawieźli do domu na rewizję. Po znalezieniu broni, była masakrowana w czasie przesłuchiwań, ale nikogo nie wydała.  Trzymano ją trzy dni w Krośnie a potem  w więzieniu w Jaśle. Została zamordowana przypuszczalnie w lesie warzyckim.